# ترت دو فرت
ترت دو فرت (به لاتین: Tête de Ferret) یک کوه در سوئیس است که در کانتون وله واقع شده‌است. ترت دو فرت ۲٬۷۱۴ متر بالاتر از سطح دریا واقع شده‌است.